# Pidyon haben
Esta página contém alguns caracteres especiais e é possível que a impressão não corresponda ao artigo original.

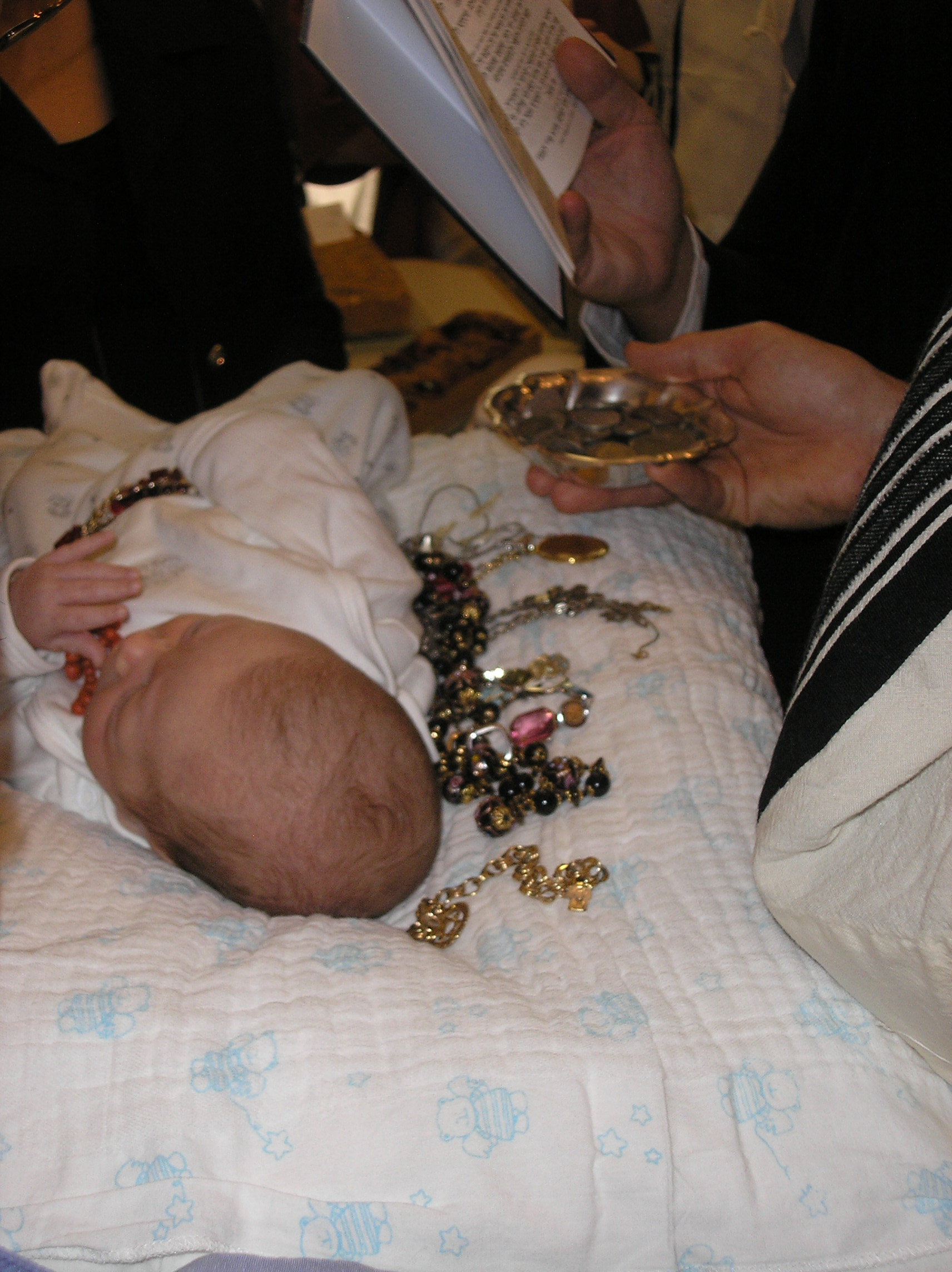
Pidyon Haben

Pidyon haben (em hebraico פדיון הבן) ou redenção do primogênito é o ritual judaico onde cada judeu (exceto cohen ou levi) deve redimir seu filho primogênito nascido de parto natural (sem cesariana, nem aborto anterior) de mãe judia (linhagem matrilineal, e que também não seja cohen nem levi). Como lembrança de que todo primogênito é santificado à Deus, resgata-se este filho pagando cinco shekalim (que eram moedas de prata pura) ou objeto de valor semelhante, entregues ao cohen durante a cerimônia. Se por algum motivo a criança não foi resgatada no tempo correto, isto deve ser feito na primeira oportunidade, mesmo que o menino já seja adulto (onde ele mesmo deve resgatar-se diante do cohen).[carece de fontes?]

## Origem
A tradição judaica explica que os primogênitos dos filhos de Israel foram escolhidos para o sacerdócio para com o Criador, devido ao fato de terem sido poupados da última das 10 pragas do Egito. No entanto, quando os israelitas pecaram ao sacrificar ao bezerro de ouro, os cohanim assumiram o dever do sacerdócio. Pidyon haben foi então instituído como forma de resgatar um filho (não levi e não cohen) desta obrigação ao sacerdócio.[carece de fontes?]